# Al-Muʿtas̩im (Abbasside)
Pour les articles homonymes, voir Al-Mu'tasim.
Cet article possède un paronyme, voir Al-Musta'sim.
Abû Ishâq « al-Mu`tasim bi-llah » 'Abbas ben Hârûn ar-Rachîd

surnommé Al-Mu`tasim

est né en 796 et mort le 5 janvier 842 à Samarra. C'est le troisième fils de Hâroun ar-Rachîd à prendre le titre de calife le 10 août 833 et succède à son frère Al-Ma’mūn. Son règne est marqué par la fondation d'une nouvelle capitale abbasside : Samarra.

## Biographie
Déjà sous le règne de Al-Mu`tasim, on avait commencé à enrôler dans l'armée des jeunes gens capturés aux franges de l'empire.
Ces soldats, les « ghilman» étaient des esclaves recrutés dans les régions nouvellement conquises. Ce procédé de recrutement a anticipé le devchirmé et les janissaires qui eurent cours pendant l'Empire ottoman. Ces ghilmân qui n'avaient à répondre que devant le calife lui-même, se sont révoltés pendant le règne de Ar-Radhî.

### Prise du pouvoir
Al-Mu`tasim était à Tarse quand il apprit la nouvelle de la mort de son frère Al-Ma'mûn. Il y reçut le serment de ses troupes. Il est revenu à Bagdad au commencement du mois de ramadan 218 A.H.
Le dissident Babak Khorramdin était devenu puissant dans l'Azerbaïdjan. Al-Mu`tasim envoya contre lui une armée qui attaqua les Khurramites à Hamadān et remporta une victoire complète : soixante mille ennemis furent tués.

### Changement de capitale vers Samarra
Ces ghilmân ont provoqué la colère des troupes arabes régulières. Les ghilmân Arméniens et Turcs ont même été la cause d'émeutes dans la population de Bagdad en 836. C'est à la suite de ces événements que la capitale fut transférée à Samarra, une ville nouvelle conçue pour être une ville de garnison. Les califes ne sont revenus à Bagdad qu'en 892 sous le règne d'Al-Mu'tamid.
À l'emplacement de Samarra, il y avait une ancienne ville fondée par les Sassanides qui était tombée en ruine. Al-Mu`tasim résolut de reconstruire cette ville. Hârûn ar-Rachîd avait déjà pensé quitter Bagdad dont l'air ne lui convenait pas. L'armée menaçait de se révolter et réclamait sans cesse des augmentations de solde. Sous prétexte de chasses, Hârûn ar-Rachîd visitait la région pour trouver l'emplacement de sa future capitale. Samarra lui sembla un bon emplacement et il y fit construire un palais. Hârûn ar-Rachîd abandonna ce palais et se rendit à Raqqa pour s'éloigner de la Syrie où se déroulaient des émeutes.
Al-Ma'mûn pour ne pas risquer ce genre de problème, laissait les armées dispersées pour qu'elles ne soient pas trop nombreuses en même temps à Bagdad.
Al-Mu`tasim a résidé à Bagdad deux mois et s'est résolu à changer de résidence. Il aimait les Turcs et en avait pris de nombreux à son service. Ces soldats parcouraient la ville en galopant pour aller s'entrainer au tir en dehors des murs. Al-Mu`tasim eut l'occasion d'entendre les plaintes des habitants. Il décida de quitter Bagdad avec la cour et ses esclaves. Il laissa son fils comme gouverneur de Bagdad et résida sous une tente à Samarra jusqu'à la fin de la construction du palais.

### Campagnes contre Babak
Babak Khorramdin était un des chefs du mouvement des Khurramites ayant vécu entre 795 (ou 798 selon les sources) et janvier 838. Le mouvement des Khurramites était un mouvement anti-arabe et anti-musulman localisé sur le territoire azéri (partie iranienne et partie azerbaïdjanaise) qui se battait contre le califat des Abbasside.
Al-Mu`tasim désigna un général d'origine perse, nommé Afchin, pour aller combattre contre Babek. Afchîn avec difficulté finit par capturer Bâbek. Bâbek fut exécuté le 4 janvier 838 à Samarra.

### Les divisions de l'empire
Les Tahirides qui ont pris le pouvoir dans le Khorassan pendant le règne d'Al-Ma`mûn continuèrent à asseoir leur domination sur la région. Ils reçurent le gouvernorat sur la Transoxiane, Samarcande, la Ferghana et Hérat.
En Ifriqiya les Aghlabides tout en restant théoriquement des vassaux du calife, prennent de plus en plus d'indépendance et partent à la conquête de la Sicile.
Sous le règne d'Al-Mu`tasim, l'Empire abbasside continua à se diviser. L'Irak et la Syrie sont restés arabes, le Khorasan et tout le nord-est de l'empire ont repris une identité persane.

### Mort
Al-Mu`tasim s'était fait faire une saignée le vendredi 21 octobre 841. Il contracta une fièvre et il est mort le jeudi 5 janvier 842 des suites de cette maladie.

## Dans la littérature
Al-Mu`tasim est un personnage de fiction dans une des histoires du recueil Fictions de l'auteur Argentin Jorge Luis Borges. Aux dires de Borges son personnage « a le même nom que le huitième calife Abbasside qui remporta huit batailles, qui eut huit enfants mâles et huit filles, qui laissa à sa mort huit mille esclaves et qui a régné huit années huit mois et huit jours ».